# Ősember

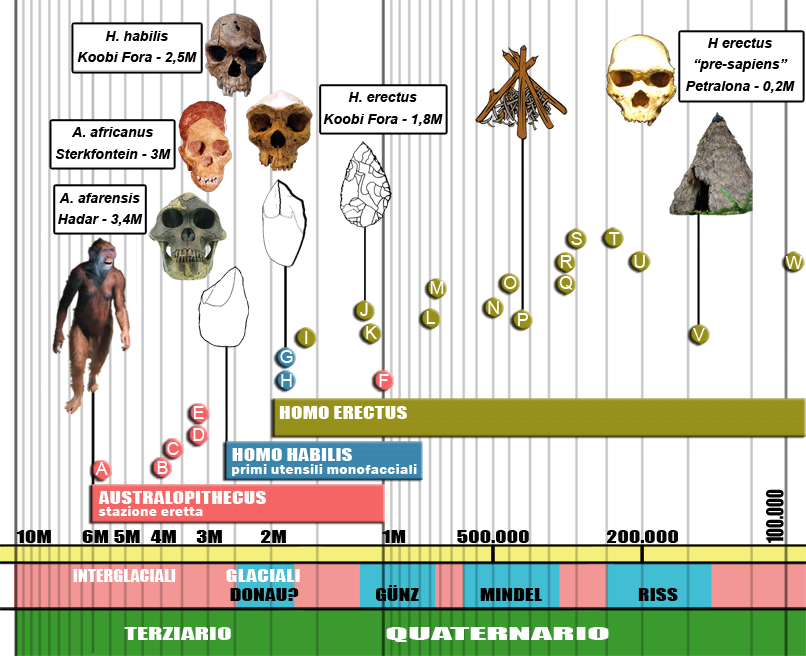
az ősember fejlődési szakaszai

Az ősember tudományos, mára a köznyelvbe átment kifejezés, amely alatt az ember evolúciójának egy szintjét értjük. Ezt a szintet a Homo antecessor, Homo heidelbergensis, a Homo rhodesiensis, és – vitatott módon – a neandervölgyi ember (Homo sapiens neanderthalensis) képviselték. Sokszor az első hármat még az előemberek közé sorolják és kizárólag a neander-völgyi embert nevezik ősembernek. Más esetekben az első három az ősember, míg a neander-völgyi már ember.
A negyedidőszak, illetve pleisztocén korai részében jelentek meg az emberek közvetlen elődei is. 
Génjeik legalább 99,5%-a azonos, de megoszlik a vélemény abban, hogy a neandervölgyi emberek ősei voltak-e a mai embernek. A 2006-os genetikai vizsgálatok szerint a Homo sapiens és a Homo neanderthalensis ~370 000 éve már nem él együtt, de ~706 000 éve még közös ősük volt. Egyes elképzelések szerint a neandervölgyi ember utód nélkül halt ki, más vélemények szerint az afrikai modern emberek terjedésével keveredés is történt, így bizonyos neandervölgyi vonások fennmaradtak. Erre néhány atavisztikus koponya utal, amelyek jóval a neandervölgyiek eltűnése utániak, illetve a paleoeuropid embertípus egyes jellegzetességei, mint a hosszúfejűség (dolicephalia), illetve néha az előreugró szemöldökeresz.
Az emberré válás folyamatának hajnalán ősünk gyűjtögetéssel szerezte meg táplálékát. A kérdéses fejlődési fázisnak megfelelő tudományos név: Palaeanthropus. Az ősember fázist a majomember (Pithecanthropus), majd az előember (Archanthropus) előzi meg és a mai ember (Neanthropus) követi. Ezek nem rendszertani kifejezések, hanem gyűjtőnevek.

## Megjelenésük
Az ősemberek megjelenése mintegy 2,5 millió évvel ezelőttre tehető, amikor az első hominidák, például az Australopithecus-fajok és az azokból kialakuló Homo habilis jelentek meg. Ezek az emberszerű lények a mai Afrika területén alakultak ki, és alapvető eszközhasználatuk, valamint két lábon járásuk jelentős evolúciós előnyt biztosított számukra. Az ősemberek fizikai megjelenésében már ekkor megfigyelhető volt az a fokozatos változás, amely az arc csontosodását, az agykoponya növekedését és a testarányok modernizálódását eredményezte.
A különböző Homo-fajok megjelenése (pl. Homo erectus és Homo sapiens) újabb mérföldkövet jelentett az emberi evolúcióban. Az anatómiailag modern ember (Homo sapiens sapiens) körülbelül 200 000 éve jelent meg, és fizikai tulajdonságaiban már igen hasonló volt a mai emberhez: arckoponyája kisebb, homloka magasabb, végtagjai arányosabbak lettek. Emellett az eszközhasználat, a művészetek és a kommunikációs képességek fejlődése is egyértelművé tette a Homo sapiens dominanciáját más emberfélék fölött.
Az emberi faj megjelenésének és fejlődésének dokumentálásához a paleontológiai és archeológiai kutatások, valamint a genetikai vizsgálatok egyaránt jelentős hozzájárulást nyújtanak. Az ősemberek csontmaradványai, az általuk készített eszközök és a barlangrajzok révén betekintést nyerhetünk korai életformájukba és kultúrájukba.